# 民防乐队
民防乐队（俄语：Гражданская оборона，[ɡrɐʐˈdanskəjə ɐbɐˈronə]，俄语转写：Grazhdanskaya Oborona），简称ГО（俄语意思为民防）、ГрОб（俄语意思为棺材），是由叶戈尔·列托夫和科斯坦丁·里亚宾诺夫（Konstantin Ryabinov）于1984年在苏联鄂木斯克建立的摇滚乐队。该乐队为俄罗斯最早的迷幻摇滚和朋克摇滚乐队之一。该乐队影响了许多后续的苏联/俄罗斯乐队。20世纪90年代初，该乐队逐渐转向迷幻摇滚和瞪鞋摇滚，乐队领导人列托夫的歌词也变得更加形而上学而非政治化。